# Villanova Biellese
Villanova Biellese (piemontiul: Vilaneuva Bielèisa) település Olaszországban, Piemont régióban, Biella megyében. Lakosainak száma 177 fő (2023. január 1.). Villanova Biellese Buronzo, Massazza, Mottalciata, Salussola és Carisio községekkel határos.

## Népesség
A település lakossága az elmúlt években az alábbi módon változott:
| Lakosok száma | 193  | 187  | 177  |
|               | 2017 | 2018 | 2023 |